# Liste der denkmalgeschützten Objekte in Podolínec
Die Liste der denkmalgeschützten Objekte in Podolínec enthält die 64 nach slowakischen Denkmalschutzvorschriften geschützten Objekte in der Gemeinde Podolínec im Okres Stará Ľubovňa.

## Denkmäler
| Foto |                 | Denkmal / č. ÚZPF                        | Standort / Konskr. Nr.                                  | Offizielle Beschreibung                          | Beschreibung                                                               | Metadaten                                                           |
| ---- | --------------- | ---------------------------------------- | ------------------------------------------------------- | ------------------------------------------------ | -------------------------------------------------------------------------- | ------------------------------------------------------------------- |
| ja   | Datei hochladen | Bastion(sk) ObjektID: 710-922/1          | Standort KG: Podolínec Konskr.Nr.:                      |                                                  |                                                                            | č. NKP: 710-922/1 Stand des NKP: 2012-02-08 Name: BAŠTA             |
| ja   | Datei hochladen | Kapelle(sk) ObjektID: 710-1950/0         | Standort KG: Podolínec Konskr.Nr.:                      | r.k.sv.Jána Nepomuckého                          | römisch-katholische Kapelle St. Johannes Nepomuk                           | č. NKP: 710-1950/0 Stand des NKP: 2012-02-08 Name: KAPLNKA          |
| ja   | Datei hochladen | Kirche(sk) ObjektID: 710-941/1           | 1 Standort KG: Podolínec Konskr.Nr.: 1                  | r.k.Nanebovzatia P.M.; stredoveká nástenná maľba | römisch-katholische Kirche Mariä Himmelfahrt, mittelalterliche Wandmalerei | č. NKP: 710-941/1 Stand des NKP: 2012-02-08 Name: KOSTOL            |
| ja   | Datei hochladen | Glockenturm(sk) ObjektID: 710-941/2      | 2 Standort KG: Podolínec Konskr.Nr.: 2                  |                                                  |                                                                            | č. NKP: 710-941/2 Stand des NKP: 2012-02-08 Name: ZVONICA           |
| ja   | Datei hochladen | Piaristenkloster(sk) ObjektID: 710-942/1 | 109 Standort KG: Podolínec Konskr.Nr.: 109              | piaristický                                      |                                                                            | č. NKP: 710-942/1 Stand des NKP: 2012-02-08 Name: KLÁŠTOR PIARISTOV |
| ja   | Datei hochladen | Kirche(sk) ObjektID: 710-942/2           | 109 Standort KG: Podolínec Konskr.Nr.:                  | r.k.sv.Stanislava; piaristický                   | römisch-katholische Kirche St. Stanislaus                                  | č. NKP: 710-942/2 Stand des NKP: 2012-02-08 Name: KOSTOL            |
|      | Datei hochladen | Gedenktafel(sk) ObjektID: 710-942/3      | 109 KG: Podolínec Konskr.Nr.:                           | Krúdy Gyula; 1878-1933,spisovateľ                | für Gyula Krúdy, Schriftsteller                                            | č. NKP: 710-942/3 Stand des NKP: 2012-02-08 Name: TABUĽA PAMÄTNÁ    |
| BW   | Datei hochladen | Kapelle(sk) ObjektID: 710-944/0          | 331 Standort KG: Podolínec Konskr.Nr.: 331              | r.k.sv.Anny                                      | römisch-katholische Kapelle St. Anna                                       | č. NKP: 710-944/0 Stand des NKP: 2012-02-08 Name: KAPLNKA           |
|      | Datei hochladen | Bürgerhaus(sk) ObjektID: 710-3991/0      | Južná ul. 131 KG: Podolínec Konskr.Nr.:                 |                                                  |                                                                            | č. NKP: 710-3991/0 Stand des NKP: 2012-02-08 Name: DOM MEŠTIANSKY   |
|      | Datei hochladen | Bürgerhaus(sk) ObjektID: 710-3992/0      | Južná ul. 136 KG: Podolínec Konskr.Nr.: 136             | Vansová Terézia; 1857-1942,spisovateľka          | Terézia Zuzana Vansová, Schriftstellerin                                   | č. NKP: 710-3992/0 Stand des NKP: 2012-02-08 Name: DOM MEŠTIANSKY   |
| ja   | Datei hochladen | Bürgerhaus(sk) ObjektID: 710-3951/0      | Mariánske nám. 3 Standort KG: Podolínec Konskr.Nr.: 3   |                                                  |                                                                            | č. NKP: 710-3951/0 Stand des NKP: 2012-02-08 Name: DOM MEŠTIANSKY   |
| BW   | Datei hochladen | Bürgerhaus(sk) ObjektID: 710-924/0       | Mariánske nám. 5 Standort KG: Podolínec Konskr.Nr.: 5   |                                                  |                                                                            | č. NKP: 710-924/0 Stand des NKP: 2012-02-08 Name: DOM MEŠTIANSKY    |
| BW   | Datei hochladen | Bürgerhaus(sk) ObjektID: 710-925/0       | Mariánske nám. 7 Standort KG: Podolínec Konskr.Nr.: 7   |                                                  |                                                                            | č. NKP: 710-925/0 Stand des NKP: 2012-02-08 Name: DOM MEŠTIANSKY    |
| BW   | Datei hochladen | Bürgerhaus(sk) ObjektID: 710-926/0       | Mariánske nám. 8 Standort KG: Podolínec Konskr.Nr.: 8   |                                                  |                                                                            | č. NKP: 710-926/0 Stand des NKP: 2012-02-08 Name: DOM MEŠTIANSKY    |
| BW   | Datei hochladen | Bürgerhaus(sk) ObjektID: 710-3952/0      | Mariánske nám. 9 Standort KG: Podolínec Konskr.Nr.: 9   |                                                  |                                                                            | č. NKP: 710-3952/0 Stand des NKP: 2012-02-08 Name: DOM MEŠTIANSKY   |
| BW   | Datei hochladen | Bürgerhaus(sk) ObjektID: 710-927/0       | Mariánske nám. 10 Standort KG: Podolínec Konskr.Nr.:    |                                                  |                                                                            | č. NKP: 710-927/0 Stand des NKP: 2012-02-08 Name: DOM MEŠTIANSKY    |
| BW   | Datei hochladen | Bürgerhaus(sk) ObjektID: 710-3953/0      | Mariánske nám. 11 Standort KG: Podolínec Konskr.Nr.: 11 |                                                  |                                                                            | č. NKP: 710-3953/0 Stand des NKP: 2012-02-08 Name: DOM MEŠTIANSKY   |
| BW   | Datei hochladen | Bürgerhaus(sk) ObjektID: 710-3954/0      | Mariánske nám. 12 Standort KG: Podolínec Konskr.Nr.: 12 |                                                  |                                                                            | č. NKP: 710-3954/0 Stand des NKP: 2012-02-08 Name: DOM MEŠTIANSKY   |
| BW   | Datei hochladen | Bürgerhaus(sk) ObjektID: 710-928/0       | Mariánske nám. 13 Standort KG: Podolínec Konskr.Nr.: 13 |                                                  |                                                                            | č. NKP: 710-928/0 Stand des NKP: 2012-02-08 Name: DOM MEŠTIANSKY    |
| BW   | Datei hochladen | Bürgerhaus(sk) ObjektID: 710-3955/0      | Mariánske nám. 14 Standort KG: Podolínec Konskr.Nr.: 14 |                                                  |                                                                            | č. NKP: 710-3955/0 Stand des NKP: 2012-02-08 Name: DOM MEŠTIANSKY   |
| BW   | Datei hochladen | Bürgerhaus(sk) ObjektID: 710-929/0       | Mariánske nám. 15 Standort KG: Podolínec Konskr.Nr.: 15 |                                                  |                                                                            | č. NKP: 710-929/0 Stand des NKP: 2012-02-08 Name: DOM MEŠTIANSKY    |
| BW   | Datei hochladen | Bürgerhaus(sk) ObjektID: 710-930/0       | Mariánske nám. 16 Standort KG: Podolínec Konskr.Nr.: 16 |                                                  |                                                                            | č. NKP: 710-930/0 Stand des NKP: 2012-02-08 Name: DOM MEŠTIANSKY    |
| BW   | Datei hochladen | Bürgerhaus(sk) ObjektID: 710-931/0       | Mariánske nám. 17 Standort KG: Podolínec Konskr.Nr.: 17 |                                                  |                                                                            | č. NKP: 710-931/0 Stand des NKP: 2012-02-08 Name: DOM MEŠTIANSKY    |
| BW   | Datei hochladen | Bürgerhaus(sk) ObjektID: 710-3956/0      | Mariánske nám. 18 Standort KG: Podolínec Konskr.Nr.: 18 |                                                  |                                                                            | č. NKP: 710-3956/0 Stand des NKP: 2012-02-08 Name: DOM MEŠTIANSKY   |
| BW   | Datei hochladen | Bürgerhaus(sk) ObjektID: 710-932/0       | Mariánske nám. 19 Standort KG: Podolínec Konskr.Nr.: 19 |                                                  |                                                                            | č. NKP: 710-932/0 Stand des NKP: 2012-02-08 Name: DOM MEŠTIANSKY    |
| BW   | Datei hochladen | Pfarrei(sk) ObjektID: 710-3957/0         | Mariánske nám. 20 Standort KG: Podolínec Konskr.Nr.:    | r.k.                                             | römisch-katholische Pfarrei                                                | č. NKP: 710-3957/0 Stand des NKP: 2012-02-08 Name: FARA             |
| BW   | Datei hochladen | Bürgerhaus(sk) ObjektID: 710-3958/0      | Mariánske nám. 21 Standort KG: Podolínec Konskr.Nr.: 21 |                                                  |                                                                            | č. NKP: 710-3958/0 Stand des NKP: 2012-02-08 Name: DOM MEŠTIANSKY   |
| BW   | Datei hochladen | Bürgerhaus(sk) ObjektID: 710-3959/0      | Mariánske nám. 22 Standort KG: Podolínec Konskr.Nr.: 22 |                                                  |                                                                            | č. NKP: 710-3959/0 Stand des NKP: 2012-02-08 Name: DOM MEŠTIANSKY   |
| BW   | Datei hochladen | Bürgerhaus(sk) ObjektID: 710-3960/0      | Mariánske nám. 23 Standort KG: Podolínec Konskr.Nr.: 23 |                                                  |                                                                            | č. NKP: 710-3960/0 Stand des NKP: 2012-02-08 Name: DOM MEŠTIANSKY   |
| BW   | Datei hochladen | Bürgerhaus(sk) ObjektID: 710-3961/0      | Mariánske nám. 24 Standort KG: Podolínec Konskr.Nr.: 24 |                                                  |                                                                            | č. NKP: 710-3961/0 Stand des NKP: 2012-02-08 Name: DOM MEŠTIANSKY   |
| BW   | Datei hochladen | Bürgerhaus(sk) ObjektID: 710-3962/0      | Mariánske nám. 25 Standort KG: Podolínec Konskr.Nr.: 25 |                                                  |                                                                            | č. NKP: 710-3962/0 Stand des NKP: 2012-02-08 Name: DOM MEŠTIANSKY   |
| BW   | Datei hochladen | Bürgerhaus(sk) ObjektID: 710-933/0       | Mariánske nám. 26 Standort KG: Podolínec Konskr.Nr.: 26 |                                                  |                                                                            | č. NKP: 710-933/0 Stand des NKP: 2012-02-08 Name: DOM MEŠTIANSKY    |
| BW   | Datei hochladen | Bürgerhaus(sk) ObjektID: 710-3963/0      | Mariánske nám. 29 Standort KG: Podolínec Konskr.Nr.: 29 | priechodový,nárožný                              | Eckhaus, Passage                                                           | č. NKP: 710-3963/0 Stand des NKP: 2012-02-08 Name: DOM MEŠTIANSKY   |
| BW   | Datei hochladen | Bürgerhaus(sk) ObjektID: 710-3964/0      | Mariánske nám. 35 Standort KG: Podolínec Konskr.Nr.: 35 |                                                  |                                                                            | č. NKP: 710-3964/0 Stand des NKP: 2012-02-08 Name: DOM MEŠTIANSKY   |
| ja   | Datei hochladen | Bürgerhaus(sk) ObjektID: 710-934/0       | Mariánske nám. 36 Standort KG: Podolínec Konskr.Nr.: 36 |                                                  |                                                                            | č. NKP: 710-934/0 Stand des NKP: 2012-02-08 Name: DOM MEŠTIANSKY    |
| ja   | Datei hochladen | Bürgerhaus(sk) ObjektID: 710-935/0       | Mariánske nám. 37 Standort KG: Podolínec Konskr.Nr.: 37 |                                                  |                                                                            | č. NKP: 710-935/0 Stand des NKP: 2012-02-08 Name: DOM MEŠTIANSKY    |
|      | Datei hochladen | Bürgerhaus(sk) ObjektID: 710-3965/0      | Mariánske nám. 38 KG: Podolínec Konskr.Nr.: 38          |                                                  |                                                                            | č. NKP: 710-3965/0 Stand des NKP: 2012-02-08 Name: DOM MEŠTIANSKY   |
| BW   | Datei hochladen | Bürgerhaus(sk) ObjektID: 710-3966/0      | Mariánske nám. 39 Standort KG: Podolínec Konskr.Nr.: 39 |                                                  |                                                                            | č. NKP: 710-3966/0 Stand des NKP: 2012-02-08 Name: DOM MEŠTIANSKY   |
| BW   | Datei hochladen | Bürgerhaus(sk) ObjektID: 710-3967/0      | Mariánske nám. 40 Standort KG: Podolínec Konskr.Nr.:    |                                                  |                                                                            | č. NKP: 710-3967/0 Stand des NKP: 2012-02-08 Name: DOM MEŠTIANSKY   |
| BW   | Datei hochladen | Bürgerhaus(sk) ObjektID: 710-3968/0      | Mariánske nám. 41 Standort KG: Podolínec Konskr.Nr.: 41 |                                                  |                                                                            | č. NKP: 710-3968/0 Stand des NKP: 2012-02-08 Name: DOM MEŠTIANSKY   |
| BW   | Datei hochladen | Bürgerhaus(sk) ObjektID: 710-3969/0      | Mariánske nám. 42 Standort KG: Podolínec Konskr.Nr.: 42 |                                                  |                                                                            | č. NKP: 710-3969/0 Stand des NKP: 2012-02-08 Name: DOM MEŠTIANSKY   |
| BW   | Datei hochladen | Bürgerhaus(sk) ObjektID: 710-3970/0      | Mariánske nám. 43 Standort KG: Podolínec Konskr.Nr.: 43 | prejazdový,radový                                | Durchfahrt, Reihenhaus                                                     | č. NKP: 710-3970/0 Stand des NKP: 2012-02-08 Name: DOM MEŠTIANSKY   |
| BW   | Datei hochladen | Bürgerhaus(sk) ObjektID: 710-3971/0      | Mariánske nám. 44 Standort KG: Podolínec Konskr.Nr.: 44 |                                                  |                                                                            | č. NKP: 710-3971/0 Stand des NKP: 2012-02-08 Name: DOM MEŠTIANSKY   |
| BW   | Datei hochladen | Bürgerhaus(sk) ObjektID: 710-3972/0      | Mariánske nám. 45 Standort KG: Podolínec Konskr.Nr.: 45 |                                                  |                                                                            | č. NKP: 710-3972/0 Stand des NKP: 2012-02-08 Name: DOM MEŠTIANSKY   |
| BW   | Datei hochladen | Bürgerhaus(sk) ObjektID: 710-3973/0      | Mariánske nám. 46 Standort KG: Podolínec Konskr.Nr.: 46 |                                                  |                                                                            | č. NKP: 710-3973/0 Stand des NKP: 2012-02-08 Name: DOM MEŠTIANSKY   |
| BW   | Datei hochladen | Bürgerhaus(sk) ObjektID: 710-3974/0      | Mariánske nám. 47 Standort KG: Podolínec Konskr.Nr.: 47 |                                                  |                                                                            | č. NKP: 710-3974/0 Stand des NKP: 2012-02-08 Name: DOM MEŠTIANSKY   |
| BW   | Datei hochladen | Bürgerhaus(sk) ObjektID: 710-3975/0      | Mariánske nám. 48 Standort KG: Podolínec Konskr.Nr.: 48 |                                                  |                                                                            | č. NKP: 710-3975/0 Stand des NKP: 2012-02-08 Name: DOM MEŠTIANSKY   |
| BW   | Datei hochladen | Bürgerhaus(sk) ObjektID: 710-3976/0      | Mariánske nám. 49 Standort KG: Podolínec Konskr.Nr.: 49 |                                                  |                                                                            | č. NKP: 710-3976/0 Stand des NKP: 2012-02-08 Name: DOM MEŠTIANSKY   |
| BW   | Datei hochladen | Bürgerhaus(sk) ObjektID: 710-936/0       | Mariánske nám. 50 Standort KG: Podolínec Konskr.Nr.:    |                                                  |                                                                            | č. NKP: 710-936/0 Stand des NKP: 2012-02-08 Name: DOM MEŠTIANSKY    |
| BW   | Datei hochladen | Bürgerhaus(sk) ObjektID: 710-3977/0      | Mariánske nám. 51 Standort KG: Podolínec Konskr.Nr.: 51 |                                                  |                                                                            | č. NKP: 710-3977/0 Stand des NKP: 2012-02-08 Name: DOM MEŠTIANSKY   |
| BW   | Datei hochladen | Bürgerhaus(sk) ObjektID: 710-3978/0      | Mariánske nám. 52 Standort KG: Podolínec Konskr.Nr.: 52 |                                                  |                                                                            | č. NKP: 710-3978/0 Stand des NKP: 2012-02-08 Name: DOM MEŠTIANSKY   |
| BW   | Datei hochladen | Bürgerhaus(sk) ObjektID: 710-3979/0      | Mariánske nám. 53 Standort KG: Podolínec Konskr.Nr.: 53 |                                                  |                                                                            | č. NKP: 710-3979/0 Stand des NKP: 2012-02-08 Name: DOM MEŠTIANSKY   |
| BW   | Datei hochladen | Bürgerhaus(sk) ObjektID: 710-3980/0      | Mariánske nám. 54 Standort KG: Podolínec Konskr.Nr.: 54 |                                                  |                                                                            | č. NKP: 710-3980/0 Stand des NKP: 2012-02-08 Name: DOM MEŠTIANSKY   |
| BW   | Datei hochladen | Bürgerhaus(sk) ObjektID: 710-3981/0      | Mariánske nám. 55 Standort KG: Podolínec Konskr.Nr.: 55 |                                                  |                                                                            | č. NKP: 710-3981/0 Stand des NKP: 2012-02-08 Name: DOM MEŠTIANSKY   |
| BW   | Datei hochladen | Bürgerhaus(sk) ObjektID: 710-3982/0      | Mariánske nám. 56 Standort KG: Podolínec Konskr.Nr.: 56 |                                                  |                                                                            | č. NKP: 710-3982/0 Stand des NKP: 2012-02-08 Name: DOM MEŠTIANSKY   |
| BW   | Datei hochladen | Bürgerhaus(sk) ObjektID: 710-3983/0      | Mariánske nám. 58 Standort KG: Podolínec Konskr.Nr.: 58 |                                                  |                                                                            | č. NKP: 710-3983/0 Stand des NKP: 2012-02-08 Name: DOM MEŠTIANSKY   |
| BW   | Datei hochladen | Bürgerhaus(sk) ObjektID: 710-3984/0      | Mariánske nám. 60 Standort KG: Podolínec Konskr.Nr.:    |                                                  |                                                                            | č. NKP: 710-3984/0 Stand des NKP: 2012-02-08 Name: DOM MEŠTIANSKY   |
| BW   | Datei hochladen | Bürgerhaus(sk) ObjektID: 710-3985/0      | Mariánske nám. 61 Standort KG: Podolínec Konskr.Nr.: 61 |                                                  |                                                                            | č. NKP: 710-3985/0 Stand des NKP: 2012-02-08 Name: DOM MEŠTIANSKY   |
| BW   | Datei hochladen | Bürgerhaus(sk) ObjektID: 710-3986/0      | Mariánske nám. 62 Standort KG: Podolínec Konskr.Nr.: 62 |                                                  |                                                                            | č. NKP: 710-3986/0 Stand des NKP: 2012-02-08 Name: DOM MEŠTIANSKY   |
| BW   | Datei hochladen | Bürgerhaus(sk) ObjektID: 710-937/0       | Mariánske nám. 63 Standort KG: Podolínec Konskr.Nr.: 63 |                                                  |                                                                            | č. NKP: 710-937/0 Stand des NKP: 2012-02-08 Name: DOM MEŠTIANSKY    |
| BW   | Datei hochladen | Bürgerhaus(sk) ObjektID: 710-3987/0      | Mariánske nám. 64 Standort KG: Podolínec Konskr.Nr.: 64 |                                                  |                                                                            | č. NKP: 710-3987/0 Stand des NKP: 2012-02-08 Name: DOM MEŠTIANSKY   |
| BW   | Datei hochladen | Bürgerhaus(sk) ObjektID: 710-3988/0      | Mariánske nám. 67 Standort KG: Podolínec Konskr.Nr.: 67 |                                                  |                                                                            | č. NKP: 710-3988/0 Stand des NKP: 2012-02-08 Name: DOM MEŠTIANSKY   |
| BW   | Datei hochladen | Bürgerhaus(sk) ObjektID: 710-938/0       | Mariánske nám. 68 Standort KG: Podolínec Konskr.Nr.: 68 |                                                  |                                                                            | č. NKP: 710-938/0 Stand des NKP: 2012-02-08 Name: DOM MEŠTIANSKY    |
| BW   | Datei hochladen | Bürgerhaus(sk) ObjektID: 710-3990/0      | Zimná ul. 9 Standort KG: Podolínec Konskr.Nr.: 132      |                                                  |                                                                            | č. NKP: 710-3990/0 Stand des NKP: 2012-02-08 Name: DOM MEŠTIANSKY   |

## Legende
Die Tabelle enthält im Einzelnen folgende Informationen:
| Foto:                    | Fotografie des Denkmals. |
| Denkmal / č. ÚZPF:       | Die Übersetzung der Bezeichnung des Denkmals, wie sie vom Slowakischen Denkmalamt (Pamiatkový úrad Slovenskej republiky) verwendet wird. Die Originalbezeichnung ist unter dem Fragezeichen angegeben. Fehlt die Übersetzung, so wird die Originalbezeichnung direkt angezeigt. Weiters ist die Objekt-Identifikationsnummer (Objekt ID) angeführt. Sie ist die offizielle, in der Slowakei eindeutige Nummer č. ÚZPF inklusive der zugehörigen Zählnummer, wie sie in den Daten des Denkmalamtes angegeben wird. Da diese nur innerhalb eines Landkreises gezählt wird, ist dessen Nummer der Denkmalnummer vorangestellt. |
| Standort:                | Wenn in der Liste vorhanden, ist die Adresse angegeben. In Klammern kann sich noch eine zusätzliche Adresse befinden, wenn es beispielsweise ein Eckhaus ist. Bei freistehenden Objekten ohne Adresse (zum Beispiel bei Bildstöcken) ist eine Adresse angegeben, die in der Nähe des Objekts liegt. Durch Aufruf des Links Standort wird die Lage des Denkmals in verschiedenen Kartenprojekten angezeigt. Darunter sind die Katastralgemeinde (KG) und, wenn vorhanden, die Konskriptionsnummer (Konskr. Nr.) angegeben.                                                                                                   |
| Offizielle Beschreibung: | Es ist die Kurzbeschreibung auf Slowakisch, wie sie in den offiziellen Listen angegeben ist, eingetragen. |
| Beschreibung:            | Kurze Angaben zum Denkmal auf Deutsch. |
| Metadaten:               | Zusätzlich werden, wenn in den persönlichen Einstellungen das Helferlein Dauerhaftes Einblenden von Metadaten aktiviert ist, ebensolche angezeigt. |

- Karte mit allen Koordinaten:
- OSM |
- WikiMap